# Terry Jenoure
Terry Jenoure (* 22. September 1953 in New York City als Theresa Jenoure) ist eine US-amerikanische Violinistin, Sängerin, Komponistin und bildende Künstlerin.

## Leben
Aufgewachsen in einer puerto-ricanisch-jamaikanischen Familie in der Bronx erhielt Jenoure ab dem siebten Lebensjahr Musikunterricht. Sie studierte Philosophie (Bachelor) und Erziehungswissenschaften (Master, Promotion). Daneben war sie als Puppenmacherin tätig.
Jenoure trat 1987 mit der Band von Leroy Jenkins auf dem Moers Festival auf. Die Zusammenarbeit mit Sibylle Pomorin führte zum Album Auguries of Speed (1991) und zu weiteren Auftritten und der Aufführung neuerer Kompositionen (zuletzt 2006 in Berlin mit Herb Robertson und Kim Clarke). Aktuell leitet Jenoure ein eigenes Ensemble. Weiterhin hat sie mit Musikern wie Henry Threadgill, Archie Shepp, Reggie Workman, Andrew Cyrille, Butch Morris, John Carter und Elliott Sharp gespielt bzw. aufgenommen. Mit der Tänzerin Maria Mitchell hat sie auch in Deutschland ihr Programm „Josephine Baker – A Celebration of Life in Stages“ aufgeführt. 2004 erhielt sie als erste das Stipendium von Vor Ort in Wuppertal als Artist in Residence. Gemeinsam mit dem Helios-Streichquartett und Sebastian Gramss hat sie die im Mai 2006 beim Label Free Elephant erschienene CD "Looks Like Me" aufgenommen. 2020 entstand in verschiedenen Besetzungen, u. a. mit Avery Sharpe, Angelica Sanchez, Joe  Fonda und Reggie Nicholson, das Album Portal (2024).
Sie lehrt an der Lesley University in der Graduate School of Arts and Social Sciences und leitet die Augusta Savage-Gallery der University of Massachusetts in Amherst. Jenoure hat ein Buch und zahlreiche Artikel über die Improvisation und ihren Wert für die Musikerziehung veröffentlicht. Außerdem war sie beratend für die National Endowment for the Arts, den Lila Wallace Readers Digest Fund, die Ford Foundation und die Connecticut Commission for Arts and Tourism tätig.

## Veröffentlichungen
- T. Jenoure: Navigators: African American Musicians, Dancers, and Visual Artists in Acadame. 1999, ISBN 978-0-7914-4354-5